# EU Gateway Programme
Das EU Gateway Programme ist ein von der Europäischen Kommission organisiertes Wirtschaftsförderungsprogramm, das den Warenexport nach Japan und Südkorea verstärken soll. Das Programm wurde von der Europäischen Kommission gegründet, da es für europäische Unternehmen eine große Herausforderung sei, die kulturellen, ökonomischen und sprachlichen Eigenheiten Japans und Südkoreas zu verstehen und entsprechend geeignete Marktstrategien zu entwickeln. Das EU Gateway Programme wurde konzipiert, um insbesondere kleinen und mittleren Unternehmen (KMU) aus der Europäischen Union durch branchenspezifische Unternehmerreisen nach Japan und Südkorea den Markteinstieg in diese Länder zu erleichtern.
Das Programm bietet den teilnehmenden EU-Unternehmen finanzielle und organisatorische Unterstützung, strategische Vorbereitung durch ein professionelles Beraterteam in Europa, Japan und Korea, Werbung für das Unternehmen bei potenziellen Geschäftspartnern und eine maßgeschneiderte Suche nach Geschäftskontakten in Japan oder Korea.
Seit 1994 haben mehr als 3000 europäische Unternehmen am EU Gateway Programme teilgenommen und haben ihr Geschäft daraufhin im japanischen und koreanischen Markt expandiert.

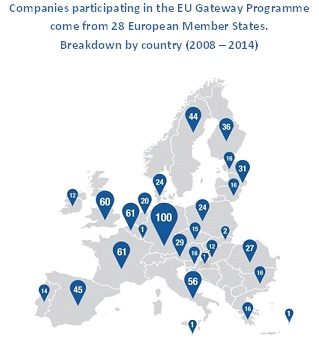
EU Gateway Programme Teilnehmer pro Land (2008–2014)

## Hintergrund
Es bestehen hohe Potenziale beim Export nach Japan und Südkorea, zwei der weltweit führenden Wirtschaftsmächte und wichtige Außenhandelspartner der EU. Nach Schätzung einer Studie im Auftrag der Europäischen Kommission aus dem Jahr 2011 könnten sich durch den Handel mit Japan und Südkorea für europäische Unternehmen bis 2020 neue Exportchancen in Höhe von 20 Mrd. bis 40 Mrd. Euro pro Jahr ergeben.
Europa und Ostasien liegen jedoch kulturell weit auseinander, was sich nicht nur in alltäglichen Gebräuchen und Gewohnheiten, sondern auch in Sprache, Schrift und Geschäftskultur widerspiegelt. Für europäische Unternehmen resultieren hieraus signifikante Handelshemmnisse, die sie daran hindern, solche Exportchancen voll auszuschöpfen.
Nach dem Vorbild des Executive Training Programmes wurde das EU Gateway Programme im Jahre 1994 unter dem Namen „Gateway to Japan“ ins Leben gerufen, um Unternehmen der EU beim Abbau der Handelsbarrieren und bei der Erschließung des japanischen Marktes zu unterstützen. Laut Benita Ferrero-Waldner, ehemalige EU-Kommissarin für Außenbeziehungen und europäische Nachbarschaftspolitik, hat das Programm seinen Nutzen unter Beweis gestellt und dazu beigetragen, die Funktionsweise des japanischen Markts besser zu verstehen, wodurch mehr geschäftliche Kontakte und Investitionsmöglichkeiten entstanden sind.
Nach dem Vorbild des „Gateway to Japan“-Programmes, welches zwischen 1994 und 2007 über 2000 europäischen Firmen bei der Erschließung des japanischen Marktes geholfen hat, wurde das Programm von der Europäischen Kommission im Jahre 2008 auch auf die Republik Korea ausgeweitet und folglich in EU Gateway umbenannt. Das Programmformat wurde außerdem besser auf Unternehmen aus den Sektoren Technologie und Design abgestimmt und soll regelmäßig an die wechselnden Marktverhältnisse angepasst werden.

## Programmübersicht
Hauptbestandteil des EU-Gateway-Programmes sind einwöchige Unternehmerreisen, die industriespezifisch über das Jahr hinweg organisiert werden. Ziel dieser sogenannten „Business Missions“ ist es, teilnehmenden Unternehmen dabei zu helfen, strategische Geschäftskontakte zu knüpfen, einen besseren Einblick in den japanischen bzw. koreanischen Markt zu gewinnen und langfristige Geschäftsbeziehungen sowie den Handel mit Japan und Südkorea aufzubauen. Dazu bietet eine vor Ort stattfindende Messe den europäischen Technologie- und Designunternehmen die Möglichkeit, ihre Produkte vor asiatischem Fachpublikum zu präsentieren.
An jeder Business Mission können circa 40 Unternehmen aus der EU teilnehmen.
Derzeit existiert das Programm für fünf Industrieschwerpunkte, wobei zwei davon jeweils in Japan und Korea fokussiert werden:
- Energie- und Umwelttechnik (Japan / Korea)
- Gesundheits- und Medizintechnik (Japan / Korea)
- Bau- und Gebäudetechnik (Japan)
- Modedesign (Japan)
- Inneneinrichtung (Japan).

Neben der Fachmesse, die den Hauptbestandteil der EU-Geschäftsreise bildet und der Unternehmens- und Produktsvorstellung dient, werden auch sektorspezifische Exkursionen (z. B. Besichtigung von Fabriken, Unternehmen, Laboren, Geschäften etc.), Networking-Veranstaltungen, sowie individuelle Meetings der selektierten Unternehmen mit potentiellen japanischen und koreanischen Geschäftspartnern organisiert.
Im Gegensatz zur traditionellen Unternehmensförderung unterstützt dieses Programm Unternehmen aus der EU in allen Phasen ihrer Geschäftsstrategie für Japan und Korea. Die Europäische Kommission unterstützt die teilnehmenden Unternehmen durch eine Vielzahl an Leistungen, die grob in drei Kategorien unterteilt werden können:
1. Professionelles Coaching: Vom Zeitpunkt der Vorauswahl bis hin zur Rückkehr der Unternehmen nach Europa werden die Firmen durch ein professionelles Beraterteam in logistischen und strategischen Fragen unterstützt. Als Teil dieser strategischen Vorbereitung wird einige Wochen vor der Unternehmerreise ein Treffen in Brüssel organisiert, das die Unternehmen über Markteintrittsstrategien und regulative, kulturelle sowie juristische Besonderheiten in Japan/Korea informiert.[8]
2. Unterstützung während der Business Week: Die Europäische Kommission übernimmt, in Zusammenarbeit mit japanischen Experten, die gesamte Finanzierung, Organisation und Durchführung der Fachmesse in Tokio oder Seoul. Die EU ist zuständig für die Bekanntmachung der Messe und der teilnehmenden Unternehmen in den Medien, die Messestände, die  Assistenz für teilnehmende Unternehmen vor Ort, sowie Übersetzungsdienstleistungen. Des Weiteren organisiert die EU sektorspezifische Exkursionen ("Study Tour") und einen offiziellen Empfang der Europäischen Kommission, zu welchem auch politische Vertreter des Landes geladen werden. Vor Antritt der Reise sucht das EU-Gateway Team in Japan/Korea gezielt nach passenden potenziellen Geschäftspartnern für die einzelnen Europäischen Unternehmen und lädt diese zur Messe ein bzw. verabredet ebenfalls Termine außerhalb der Messe[7].
3. Finanzielle Unterstützung:
  1. Bis zu 1500 Euro Erstattung der Hotelkosten pro Unternehmen
  2. 80 % der Kosten für kundenspezifische Dienstleistungen jedoch maximal 1600 Euro pro Unternehmen. Zu den förderfähigen Dienstleistungen zählen unter anderem: Übersetzung und Druck von Marketingmaterialien, Einfuhrunterstützung, Übersetzungsleistungen außerhalb der Messe, rechtliche Beratung, Produktregistrierung im Zielland[7].

## Auswahlprozess und Kriterien
Das EU Gateway Programme beschränkt sich auf Unternehmen, die ihre Geschäftsaktivitäten in einem der fünf dargestellten Industrien des EU Gateway Programmes ansiedeln (Gesundheits- und Medizintechnik, Bau- und Gebäudetechnik, Umwelt- und Energietechnik, Inneneinrichtung und Modedesign). Dienstleister sind von diesem Programm ausgeschlossen. Ferner muss das Unternehmen seinen Hauptsitz innerhalb der EU haben und seit mindestens fünf Jahren am Markt bestehen. Darüber hinaus erwartet die Europäische Kommission Erfahrung bezüglich internationaler Handelskooperationen und eine solide Vorstellung und Strategie des Markteintritts in Japan bzw. Korea.
Sofern die oben genannten Teilnahmevoraussetzungen erfüllt sind, kann sich ein Unternehmen über die Internetseite des EU Gateway Programmes bewerben.